# Комин-Варнетон
Коми́н-Варнето́н (фр. Comines-Warneton, пикард. Comène-Warneuton, нидерл. Komen-Waasten) — город и франкоязычная община в бельгийской провинции Эно.
Географически является эксклавом валлонской провинции Эно, зажатым между Фламандским регионом и Францией. Расположен вдоль северного берега реки Лис.
Площадь — 61,09 км², население — 17 651 чел. (2008 год, оценка).
Официальный язык — французский, но сохраняются языковые льготы для фламандцев, которые постепенно ассимилируются.
В 1960-х годах из-за эксклава между франкоязычной и фламандской общинами разгорелся конфликт. Фландрия, утратившая права на Комин по мере фиксации с запада на восток языковой границы, стала требовать в качестве компенсации эксклав Вурен на востоке страны, который ей был передан в 1967 году, несмотря на то, что там по данным переписи 1947 году доля франкофонов уже достигла 57 %.
К северу от Комина расположен крошечный муниципалитет Месен, который был передан Фландрии, однако в нём сохранились льготы для франкофонов.